# Batalla de Sahagún (1808)
La batalla de Sahagún (el 21 de diciembre de 1808) fue un choque de caballería en el que el 15.º Regimiento ligero de dragones (húsares) británico derrotó a dos regimientos franceses durante la Campaña de La Coruña de la Guerra de la Independencia española, uno de los cuales fue completamente desbaratado. Esta acción marcó el final del avance del ejército británico hacia el interior de España, y fue seguido por la retirada de sus fuerzas hacia la costa y posterior evacuación.

## Antecedentes
A finales de 1808, John Moore estaba al frente de las tropas británicas enviadas al noroeste peninsular en apoyo de los españoles en su lucha contra la ocupación francesa. Napoleón había penetrado en España al mando de un potente ejército (la Grande Armée) con el fin de recuperar las posiciones francesas, muy deterioradas en los últimos meses del conflicto. Esto, junto con la caída de Madrid el 4 de diciembre en poder de los franceses, convertía la situación del ejército británico en prácticamente insostenible.
Moore, cuyo cuartel general se asentaba en Mayorga, era consciente de la necesidad de retirarse hacia la costa, ante los acontecimientos que se avecinaban. Sin embargo, sabía que las tropas del mariscal francés Soult estaban acampadas en las cercanías del río Carrión y, en principio, desasistidas. Antes de iniciar su retirada, decidió lanzar un ataque contra Soult, para lo que envió a Lord Henry Paget contra los franceses.

## La batalla
En una gélida noche,  Henry Paget dio orden al 10.º Regimiento ligero de Dragones (Húsares) de marchar hacia Sahagún, ocupada por la caballería francesa, mientras él rodeaba la villa con el 15.º Regimiento para completar el cerco. El general John Slade se retrasó en la salida del 10.º Regimiento, lo que permitió a la caballería francesa conocer las intenciones de los ingleses y salir por el este sin ser molestados.
Al amanecer, los franceses pudieron divisar al sur al 15.º regimiento de Húsares. Formaron entonces en dos líneas; delante, el 1.er Regimiento de Chasseurs a cheval (Cazadores a caballo) (ligero), encabezado por el coronel Tascher, pariente de la Emperatriz Josefina, y el 8.º Regimiento de Dragones detrás. Sorprendentemente, la caballería francesa recibió la carga inglesa quieta y con descargas de carabina.
El 15.º Regimiento inglés inició la carga a 400 metros de las líneas francesas. El impacto contra los Chasseurs fue terrible y el ímpetu de los ingleses reventó las filas napoleónicas. Los franceses iniciaron la desbandada hacia el este, perseguidos por el ejército británico. Muchos de ellos fueron hechos prisioneros, lo que supuso la desaparición en la práctica del regimiento de Chasseurs.

## Consecuencias
Poco después, Moore recibió noticias de que el grueso de las tropas francesas se hallaban mucho más cerca de lo que él pensaba, por lo que la acción sobre Soult fue abandonada. La acción de caballería de Sahagún, junto con la batalla de Benavente, marcó el punto final antes de la larga, dolorosa y desastrosa retirada hacia La Coruña que culminó en la batalla de Elviña. La presencia británica había servido, como era la intención de Moore, para ganar un tiempo que permitió a los españoles restablecerse y reorganizarse tras las derrotas sufridas en la primera fase de la guerra.

## Conmemoración
En 2008 se conmemoró el segundo centenario de dicha batalla mediante una recreación simbólica hecha por figurantes.